# Voluntaris Catalans en la Primera Guerra Mundial
Voluntaris Catalans en la Primera Guerra Mundial és un terme que fa referència a aquells catalans, alguns amb ciutadania francesa i d'altres no, que van lluitar com a voluntaris en l'exèrcit francès per tal de donar suport als aliats durant la Primera Guerra Mundial.
Els catalans del Principat de Catalunya, en tant que ciutadans espanyols i, per tant, estrangers a França, s'allistaren al Regiment de Marxa de la Legió Estrangera. Els nord-catalans, en canvi, per mor de llur ciutadania francesa, foren allistats als regiments francesos de l'Exèrcit de França.

## Nombre
El nombre de catalans que hi participaren va ser motiu de controvèrsia durant els anys 1920, a causa de la utilització política que en va voler fer l'incipient independentisme català. Això també fou ajudat pel secretisme de les autoritats franceses durant la guerra pel que fa a les destinacions dels soldats, la seva nacionalitat i el seu nombre, cosa que facilità que molts periodistes exageressin les xifres. Hom ha parlat de 10.000 voluntaris catalans (alguns fins i tot de 20.000).
Nogensmenys, l'estudi de David Martínez i Fiol, basat en els arxius del doctor Joan Solé i Pla i en documentació de la Legió Estrangera Francesa, redueix la xifra a 954 voluntaris, repartits en cinc grups:
- Nascuts a Catalunya, 546
- No identificats però considerats catalans, 270
- Rossellonesos, 48
- Pancatalans, 71
- Altres no identificats, 19

D'aquests, potser uns 30 eren militants nacionalistes reals.

## Significació política dels Voluntaris Catalans
Quan va esclatar el conflicte, molts catalans que es trobaven a França per raons diverses (alguns fugien de la justícia espanyola) es van allistar a la Legió Estrangera, mentre d'altres, com l'esperantista Frederic Pujulà i Vallès, ho feien a l'exèrcit regular.

Simultàniament, els grups catalanistes més radicals, com Unió Catalanista, dirigida per Domènec Martí i Julià, i Esquerra Catalanista, d'Antoni Rovira i Virgili, consideraren que el catalanisme havia de tenir política exterior pròpia per tal d'assolir una projecció internacional (a imitació del Consell Nacional de Bohèmia i de l'Oficina de Premsa Polonesa), i per això decidiren donar suport als voluntaris catalans que lluitaven sota bandera francesa. El suport catalanista als aliats va augmentar després de la batalla del Marne i elevaren a la categoria d'heroi al general nord-català Josep Joffre.

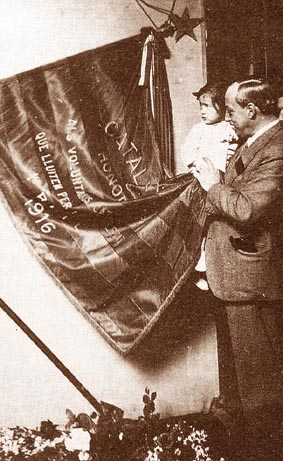
Bandera del Comitè de Germanor amb el Voluntaris Catalans

Molts catalanistes participaren en la fundació de la revista Iberia (abril de 1915), que donava suport la causa aliada, alhora que Frederic Pujulà fundava la revista La Catalogne a París. Alhora els dirigents d'Unió Catalanista Joan Solé i Pla, Alfons Maseras i Lluís Massot i Balaguer contactaren amb alguns catalanistes allistats a l'exèrcit francès, com Pere Ferrés-Costa i Camil Campanyà i Mas, director de la revista La Trinxera Catalana. També van rebre algun suport de la revista rossellonesa Muntanyes Regalades. Tanmateix, fins al febrer del 1916 no es va constituir el Comitè de Germanor amb els Voluntaris Catalans, presidit per Solé i Pla, per a enviar ajuda als voluntaris i canalitzar llur presència a les cancelleries europees.

## El Comitè de Germanor amb els Voluntaris Catalans
Amb aquest Comitè fundat el 1916 es pretenien establir un Comitè Nacional Català inspirat en el txec. Alfons Maseras i Pere Balmañà, cap del Centre Català de París, van mantenir contacte amb els voluntaris i forçar la seva presència política, traduïda en la creació el novembre de 1916 del Comitè Pro Lituània.
Els intents de buscar un líder popular entre els voluntaris foren estroncades per la mort al front del Somme de Pere Ferrés-Costa (1915) i de Camil Campanyà el 1916, i pel fet que el més popular, Melcior Ferrer Dalmau, era carlí.

Durant el 1917 l'interès pels Voluntaris es va apaivagar a causa de la mort de Domènec Martí i Julià, el declivi definitiu de la Unió Catalanista, la vaga general de 1917 i l'Assemblea de Parlamentaris.

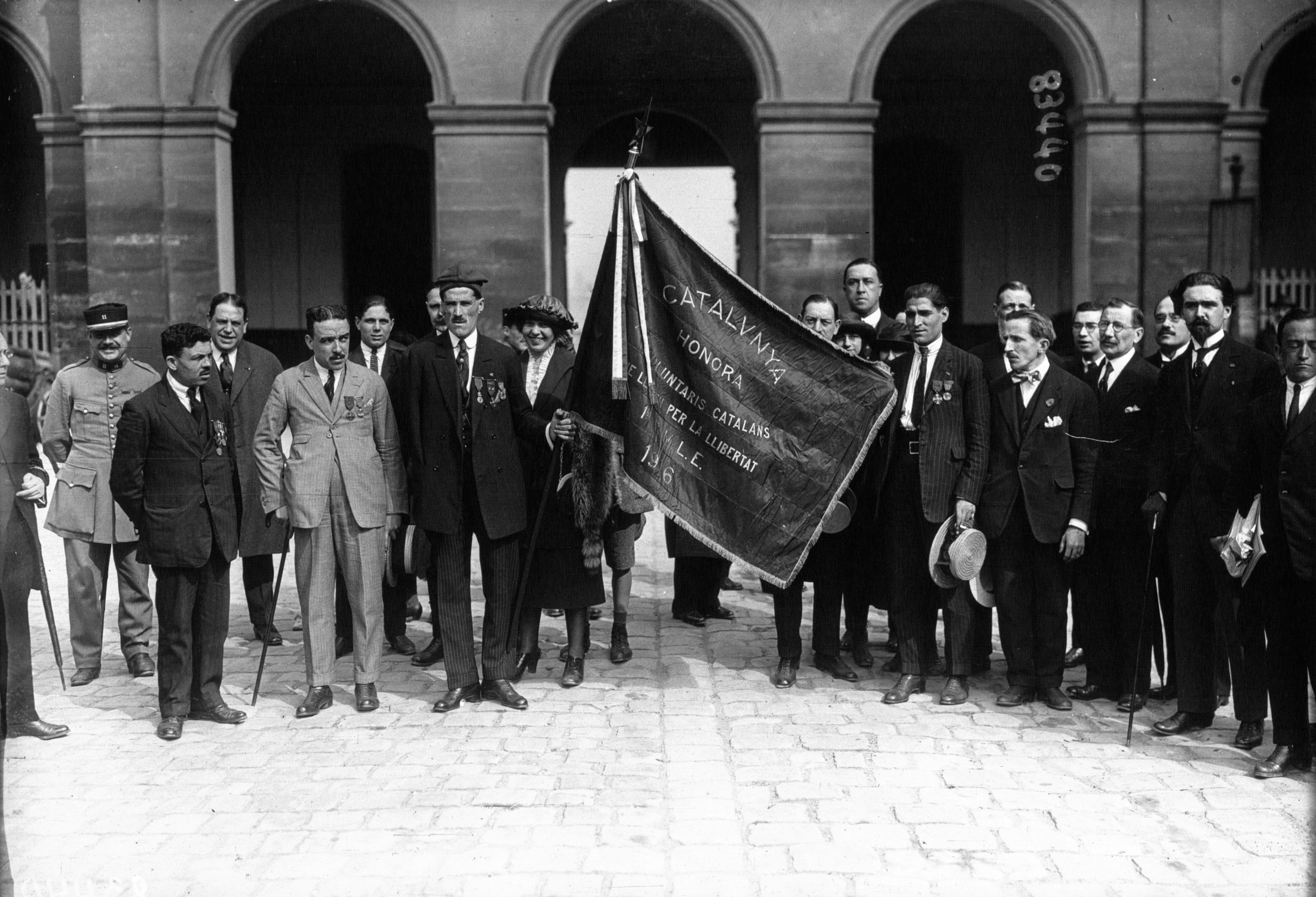
Lliurament de la bandera dels Voluntaris al Museu de l'Exèrcit de París

Això, juntament amb l'esclat de la Revolució Russa el mateix any, provocà que alguns membres de l'estat major francès veiessin als catalans com a possibles revolucionaris. El doctor Solé i Pla fou empresonat durant la vaga. La Lliga Regionalista i Francesc Cambó, que no havien prestat massa interès per la causa dels voluntaris, van decidir no donar-hi suport.

## La Legió Estrangera de França
Els voluntaris catalans no formaven una unitat autònoma dins la Legió Estrangera Francesa. Ingressaren al Regiment de Marxa de la Legió Estrangera, subdividit aquest en el 1r, 2n i 3r regiments. La presència catalana se centrà majoritàriament en el 1r Regiment de Marxa de la Legió Estrangera.

## El mite dels 10.000 voluntaris catalans

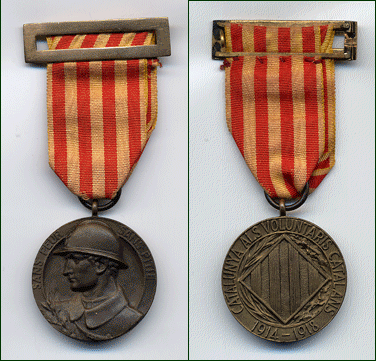
Medalla honorífica dels voluntaris catalans.

L'interès va renéixer amb els Catorze punts de Wilson el gener de 1918. Entre agost i setembre de 1918 aparegueren les revistes Som i L'Intransigent, on hi participaven els joves Vicenç Albert Ballester, Daniel Cardona i Civit, Domènec Latorre i Soler i Josep Maria Batista i Roca, antimonàrquiques i contràries a la Lliga, que contribuïren a la difusió del mite dels 10.000 voluntaris catalans que participaren en el conflicte.
El novembre del 1918 la Lliga Regionalista inicià la seva campanya a favor de l'estatut d'autonomia i tornà a interessar-se pels voluntaris amb finalitat propagandística. Alhora, Unió Catalanista i el Partit Republicà Català donaren suport al Comitè Nacional Català, recentment constituït a París per Daniel Domingo i Montserrat. Francesc Cambó viatjà a París per a entrevistar-se amb Henri Poincaré, però el comte de Romanones va arribar-hi abans i el deixà en fora de joc. El 26 de gener de 1919 redactaren un text alternatiu d'estatut, però la previsible radicalització de Cambó es va esvair després de la vaga de la Canadenca (1919). Finalment, Cambó acceptà un ministeri al govern espanyol i va perdre tot interès en el tema.

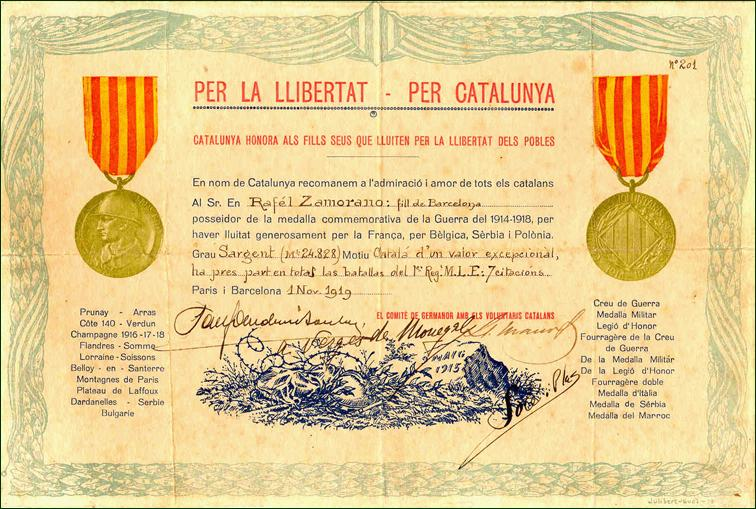
Diploma del Comitè de Germanor amb els Voluntaris Catalans

El Comité Nacional Català va romandre a París com un òrgan residual d'exiliats i emigrats radicals, que va funcionar com a oficina de suport a Francesc Macià i a Estat Català durant la dictadura de Miguel Primo de Rivera.

## Diploma i medalla del Comitè de Germanor amb els Voluntaris Catalans
Médaille des Volontaires Catalans. La Medalla dels Voluntaris Catalans és una medalla honorífica no oficial entregada pel Comitè de Germanor amb els Voluntaris Catalans als veterans catalans de la guerra. Actualment figura entre les condecoracions honorífiques del 3r Regiment de la Legió Estrangera de França.

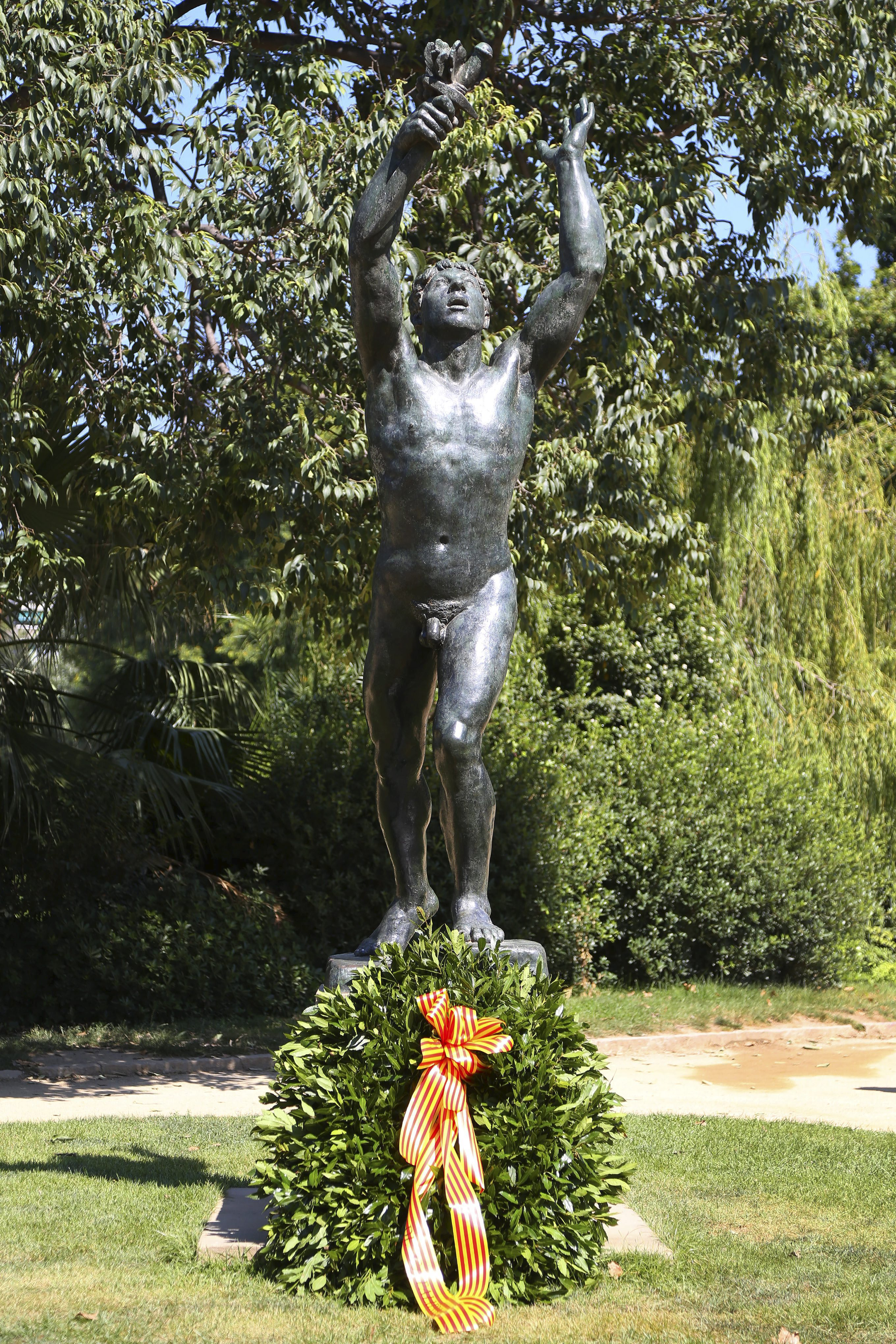
Monument Als voluntaris catalans de Josep Clarà

## Monument als voluntaris catalans
Impulsat per Joan Solé i Pla, es va encarregar a Josep Clarà un monument als voluntaris catalans a instal·lar al Parc de la Ciutadella. Quan el monument va estar enllestit, va arribar la dictadura de Primo de Rivera, amb la qual cosa la seva inauguració finalment va ser el 14 de juliol de 1936.